# What's for Dinner?
"What's for Dinner?" es el octavo episodio de la serie de televisión de ciencia ficción y suspenso psicológico Severance. El episodio fue escrito por el productor ejecutivo Chris Black y dirigido por el productor ejecutivo Ben Stiller. Se lanzó en Apple TV+ el 1 de abril de 2022.
La serie sigue a los empleados de Lumon Industries, una corporación de biotecnología que utiliza un procedimiento médico llamado "separación" para separar los recuerdos de sus empleados dependiendo espacialmente de si están en el trabajo o no. Cuando los trabajadores despedidos están en el trabajo, se les llama "innies" y no pueden recordar nada de sus vidas ni del mundo exterior. Cuando están fuera del trabajo, se les llama "outies" y no pueden recordar su tiempo de trabajo. Debido a esto, Innie y Outie experimentan dos vidas diferentes, con personalidades y agendas distintas. En este episodio, el equipo de MDR se prepara para poner en práctica su plan para despertar su versión innie en el mundo exterior, mientras Cobel recibe malas noticias.
El episodio recibió elogios de la crítica, que elogió la escritura, el ritmo, las actuaciones y el final. Por este episodio, Patricia Arquette recibió una nominación a Mejor Actriz de Reparto en una Serie Dramática en los 74º Premios Primetime Emmy.

## Trama
Después de sacar a pasear a su perro, Irving (John Turturro), en su forma exus, regresa a su apartamento, donde vive solo. Mientras toma café, contempla algunos de sus cuadros, todos ellos giran en torno a un pasillo oscuro con una puerta en el lado opuesto. Comienza a pintar de nuevo, cubriendo todo el marco con negro.
En la oficina, el equipo está preocupado sobre si Helly (Britt Lower) logrará terminar todo el refinamiento de datos antes del plazo establecido. Logra el 100% de su expediente, cumpliendo así la cuota de MDR para el trimestre, y un vídeo animado de Kier Eagan la felicita personalmente. Cobel (Patricia Arquette) se reúne con Mark (Adam Scott) para preparar una "fiesta de waffles", pero también le informa que se está preparando para una última sesión de bienestar con la Sra. Casey (Dichen Lachman). Durante la sesión, Casey afirma que se está jubilando y Mark le sugiere ayudarla con cualquier cosa. Cobel observa la sesión y parece decepcionada cuando Mark y la Sra. Casey no se recuerdan como marido y mujer. Ella hace que Milchick (Tramell Tillman) la lleve al "piso de pruebas", cuya entrada se muestra como el mismo corredor en las pinturas de Irving.
Mientras Milchick organiza una celebración con la oficina, Cobel es confrontada por Natalie (Sydney Cole Alexander) por retener el intento de suicidio de Helly y por tratar de acercarse al exus de Mark como la Sra. Selvig. Despiden a Cobel, lo que la enfurece porque la junta no la escucha. Esto obliga a Milchick a abandonar la celebración, tomando los artículos de Cobel y escoltándola fuera del edificio. Con esto, el equipo de MDR pone en marcha su plan para que Dylan (Zach Cherry) pueda despertarlos desde afuera. Antes de salir en el ascensor, Helly besa a Mark, temiendo que no puedan reunirse. Dylan se dirige al salón de Perpetuidad para su "fiesta de waffles", en la que se pone una cabeza de Kier Eagan y se sienta dentro de una réplica del dormitorio de Kier mientras se realizan danzas rituales y seductoras frente a él.
Una Cobel enojada llega a casa, donde renuncia a su devoción por Eagan. Al notar su estado, el exus de Mark le pide que la acompañe a una fiesta de lectura de libros para Ricken (Michael Chernus). Allí, Mark le confía a Selvig que quiere dejar Lumon, y ella lo anima a hacerlo, abrazándolo. Dylan abandona su "fiesta de waffles" y se encierra en la sala de seguridad, usando las instrucciones del manual para monitorear adecuadamente a Mark, Helly e Irving. Activa la contingencia de tiempo extra para despertar a Mark, Irving y Helly en el mundo exterior.

## Desarrollo

### Producción
El episodio fue escrito por el productor ejecutivo Chris Black y dirigido por el productor ejecutivo Ben Stiller. Esto marcó el primer crédito como guionista de Black y el quinto crédito como director de Stiller.

### Escritura
Al describir la "fiesta de los waffles" que aparece en el episodio, el creador de la serie, Dan Erickson, dijo: "Todo empezó como una broma en la sala de guionistas que luego se convirtió en algo que nos pareció muy interesante. Todo se reduce a la mercantilización del sexo y la intimidad, y a que este es un mundo en el que se supone que no se debe expresar ninguna sexualidad entre los compañeros de trabajo. Y, sin embargo, tienen que darles a los empleados esa salida, porque pueden estar teniendo experiencias sexuales en el exterior, pero no lo saben. Así que es una forma de que Lumon tome esa necesidad humana y la convierta en una especie de cosa a favor de Lumon".

### Casting
El episodio presenta una aparición no acreditada del director Ben Stiller, quien presta su voz a Kier Eagan en un video animado. Mientras editaba el episodio, Stiller grabó las líneas del personaje, con la intención de usarlas como una pista temporal hasta que otro actor las grabara. Después de consultar con  Erickson, y el resto del personal, se decidió que las líneas de Stiller permanecerían en el corte final. Stiller explicó que esto fue "una actuación", dado que Eagan ya aparece en la serie, añadiendo "el pensamiento era, 'Oh, han contratado a un actor para hacer esto para cuando refinen un archivo'". El propio Erickson considera que dentro del universo de la serie, Lumon contrató al propio Stiller para grabar el vídeo. 

## Reseñas críticas
"What's for Dinner?" recibió elogios de la crítica. Matt Schimkowitz de The AV Club le dio al episodio una "A" y escribió: ""What's For Dinner?" es un penúltimo episodio impecable que te deja con ganas de más mientras te ofrece un suspenso que dura toda la temporada. Está a la altura de las salidas previas al final de temporada de Game Of Thrones, Breaking Bad, etc.".
Erin Qualey de Vulture le dio al episodio una calificación perfecta de 5 estrellas sobre 5 y escribió: "Cuando la música comienza a sonar (hay que tener en cuenta que es la misma melodía que acompaña los ensueños de Irv sobre la sustancia viscosa negra), finalmente activa el segundo interruptor y lo pone en la posición de "encendido". La luz se vuelve verde. La pantalla se vuelve negra. Por favor, díganme que no soy la única que gritó en voz alta en mi sala de estar en esta escena".  Oliver VanDervoort de Game Rant escribió: "El procedimiento de despido es más que una forma de asegurarse de que los trabajadores no formen vínculos con sus compañeros de trabajo fuera de la oficina, lo que queda muy claro. El episodio también hace un muy buen trabajo al mostrar, por primera vez, algunas preguntas reales sobre cuáles son las motivaciones de Cobel para muchas de las cosas que hace. Aunque se lo explica simplemente como una mala persona durante la mayor parte de la temporada, hay un indicio de que existe remordimiento. Una vez más, se siente como un matiz que la mayoría de los otros programas actuales pasarían por alto bastante". 
Myles McNutt de Episodic Medium escribió: "Mientras que "Hide and Seek" estaba inserta en la acción ascendente de la temporada, Severance ha señalado claramente que hemos entrado en el clímax de este capítulo de la historia, y con eso viene una mayor energía para una situación que sabemos que no se resolverá antes del corte a negro".  Breeze Riley de Telltale TV le dio al episodio una calificación de 4.5 estrellas de 5 y escribió: "El final en la cena de Rickon nos da la configuración perfecta para que se desate el infierno en el final. Con la Sra. Selvig y Mark en un solo lugar, parece probable que la lectura del libro de Rickon se vea eclipsada a lo grande". 
Mary Littlejohn de TV Fanatic le dio al episodio una calificación de 4 estrellas de 5 y escribió: "En estos últimos episodios, las apuestas han aumentado considerablemente. Este episodio estuvo lleno de tensión creciente y el ritmo ciertamente se aceleró. Mi corazón latía con fuerza durante la secuencia final".  Caemeron Crain de TV Obsessive escribió: "Principalmente, estoy esperando que (Innie) Mark se deslumbre al conocer a Ricken, porque creo que será divertidísimo".

### Premios y reconocimientos
Patricia Arquette fue nominada por su actuación en este episodio a Mejor Actriz de Reparto en una Serie Dramática en los 74º Premios Primetime Emmy.  Perdería ante Julia Garner por Ozark. 